# 丁磊 (1963年)
丁磊（1963年10月—），浙江宁波人，中华人民共和国汽车行业人物。

## 生平
毕业于复旦大学。1988年，进入上海大众汽车有限公司，担任质量保证部工程师。1997年7月，任上海通用汽车有限公司质量保证部副经理兼质量工程科科长。1999年10月，任上海通用汽车有限公司采购部执行总监。2004年1月，任上海汽车工业集团总公司技术质量部副经理。2005年1月，任上海通用汽车总经理。2007年11月，任上海汽车集团副总裁兼上海通用汽车有限公司总经理。
2011年2月，任上海张江集团党委书记、总经理，兼上海市张江高科技园区管理委员会党组副书记、常务副主任。2013年8月，任上海浦东新区副区长。2015年7月，离开公职。2015年9月，加盟乐视集团，担任乐视超级汽车联合创始人、全球副董事长、中国及亚太区CEO。2017年3月20日，丁磊因个人身体健康原因，辞去乐视超级汽车全球副董事长、中国及亚太区CEO等职务；但仍担任乐视生态研究院的战略顾问。
2017年8月，丁磊創辦華人運通。后者于2019年推出高端纯电汽车品牌高合汽车。因经营问题，高合汽车自2024年2月起停工停产6个月；丁磊本人则在同年3月因涉及买卖合同纠纷案件被限制高消费。